# Giorgio Bittolo
Giorgio Bittolo (Annone Veneto, 3 dicembre 1949) è un ex calciatore italiano, di ruolo centrocampista o difensore.

## Caratteristiche tecniche
Affermatosi come mezzala, nella parte finale di carriera venne arretrato con successo a libero.

## Carriera

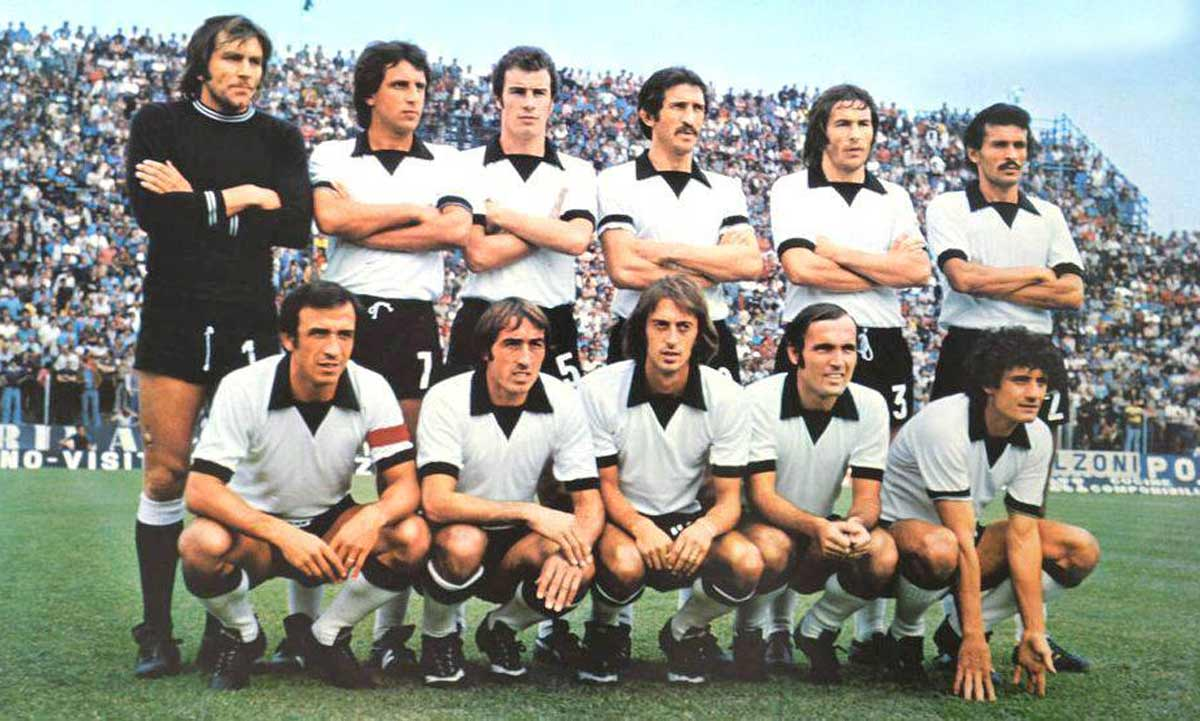
Bittolo (in piedi, secondo da sinistra) nel Cesena del 1975-1976

Acquistato in giovane età dal Genoa, disputa coi rossoblu sei stagioni da titolare nel ruolo di mezzala destra, conoscendo la retrocessione in Serie C nella stagione 1969-1970, e quindi la doppia promozione in tre anni fino al ritorno in Serie A per la stagione 1973-1974, nella quale esordisce in Serie A. Resta a Genova anche nella stagione 1974-1975 dopo il ritorno in Serie B, quindi nell'estate 1975 torna in massima categoria passando al Cesena.
Anche in Romagna la squadra ha un andamento altalenante, passando dalla qualificazione alla Coppa UEFA nella stagione 1975-1976, all'ultimo posto in campionato nella stagione successiva. Dopo un altro anno in Serie B passa alla Pistoiese, sempre in cadetteria, dove disputa una buona annata (schierato in tutte e 38 le partite del campionato) arretrato al ruolo di libero.
In carriera ha complessivamente totalizzato 78 presenze e 1 rete in Serie A (in occasione della sconfitta esterna del Cesena con la Fiorentina del 25 aprile 1976), e 199 presenze e 5 reti in Serie B.

## Palmarès

### Club
- Campionato italiano di Serie B: 1

Genoa: 1972-1973
- Campionato italiano Serie C: 1

Genoa: 1970-1971 (girone B)

### Nazionale
- Campionato mondiale militare: 1

Brazzaville 1973